# Schlacht bei Balaklawa
Oltenița – Achalziche – Başgedikler – Sinope – Cetate – Silistra – Nigojeti – Tscholok – Odessa – Kurekdere – Petropawlowsk-Kamtschatski – Alma – Sewastopol – Bomarsund – Balaklawa – Inkerman – Jewpatorija – Taganrog – Çorğun – Kars – Tschernaja – Malakow – Kinburn – Pariser Frieden
Die Schlacht von Balaklawa war eine militärische Auseinandersetzung am 25. Oktober 1854 zwischen den Alliierten (Briten, Franzosen, Osmanisches Reich) und dem Russischen Kaiserreich während der Belagerung von Sewastopol im Krimkrieg. Sie erlangte Berühmtheit durch zwei in den britischen Sprachgebrauch eingegangene Ereignisse, The Thin Red Line und die Attacke der Leichten Brigade.

## Hintergrund und Ausgangslage
Die Schlacht begann fast sieben Wochen, nachdem Briten, Franzosen und ein türkisches Kontingent auf der Krim gelandet waren. Während der Belagerung von Sewastopol hatten die Briten ihre Basis in der Hafenstadt Balaklawa. Sie bauten deshalb 1855 die erste strategische Bahnstrecke in der Kriegsgeschichte um ihren Nachschub von Balaklawa zum Lager der britisch-französischen Belagerungsarmee vor Sewastopol zu transportieren.
Vor der Stadt liegen zwei parallele Täler, das Nord- und das Südtal, beide getrennt von einer Hügelkette, die Kadikoj-Höhen bzw. Causeway Heights genannt wird. Auf diesen Hügeln, fast zwei Meilen vor ihren Stellungen, hatten die Alliierten vier Redouten errichtet. Diese waren mit 3.000 Türken bemannt und mit neun Zwölfpfünder-Geschützen ausgerüstet. Das 93. Highlander-Regiment sperrte bei dem Dorf Kadikoj den Weg nach Balaklawa. Die leichte und die schwere britische Kavalleriebrigade stand am Fuß der Hügelkette, direkt nordwestlich dahinter die französische Kavallerie und Artillerie. Die Russen hatten eine Entsatzarmee aus Bessarabien herangeführt und sich etwa 8 Kilometer entfernt mit 25.000 Mann und 78 Kanonen unter ihrem Befehlshaber Graf Liprandi versammelt.

## Gliederung der Armeen

### Alliierte
- Britische Armee (Lord Raglan)
  - Kavalleriedivision (Lord Lucan)
    - schwere Brigade (Scarlett)
    - leichte Brigade (Lord Cardigan)

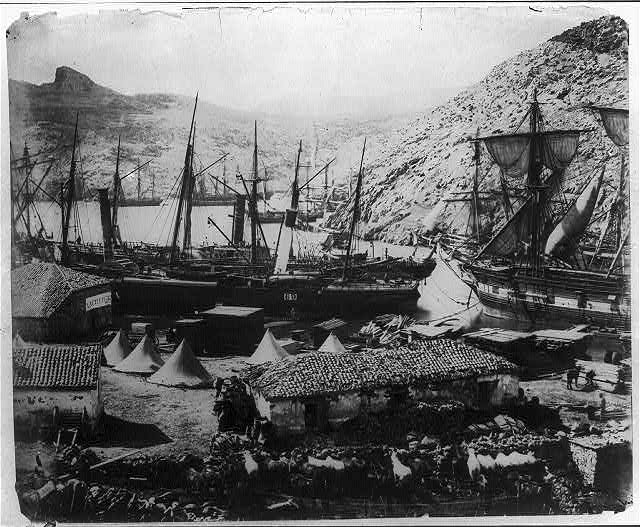
Der Nachschubhafen der Briten bei Balaklawa

  - 1. Infanteriedivision (Lord Cambridge)
    - Guards Brigade (Bentinck)
    - Highland Brigade (Garnison Balaklawa) (Campbell)

  - 4. Infanteriedivision (Cathcart)
    - 1. Brigade (Goldie)
    - 2. Brigade (Torrens)

- Französische Armee (Canrobert)
  - 1. Kavalleriebrigade (d’Allonville)
  - Observationskorps (Bosquet)
    - 1. Brigade (Espinasse)
    - 2. Brigade (Vinoy)

Gesamtstärke: 20.000 Mann, 41 Geschütze

### Russen
- Russische Armee (Liprandi)
  - Kavallerie (Ryschow)
  - Nord-Kolonne (Skiuderi)
  - Linke Zentrumskolonne (Semjakin)
  - Rechte Zentrumskolonne (Levutski)
  - Süd-Kolonne (Gribbe)
  - Reserve (Schabokritski)

## Der Verlauf der Schlacht

### The Thin Red Line

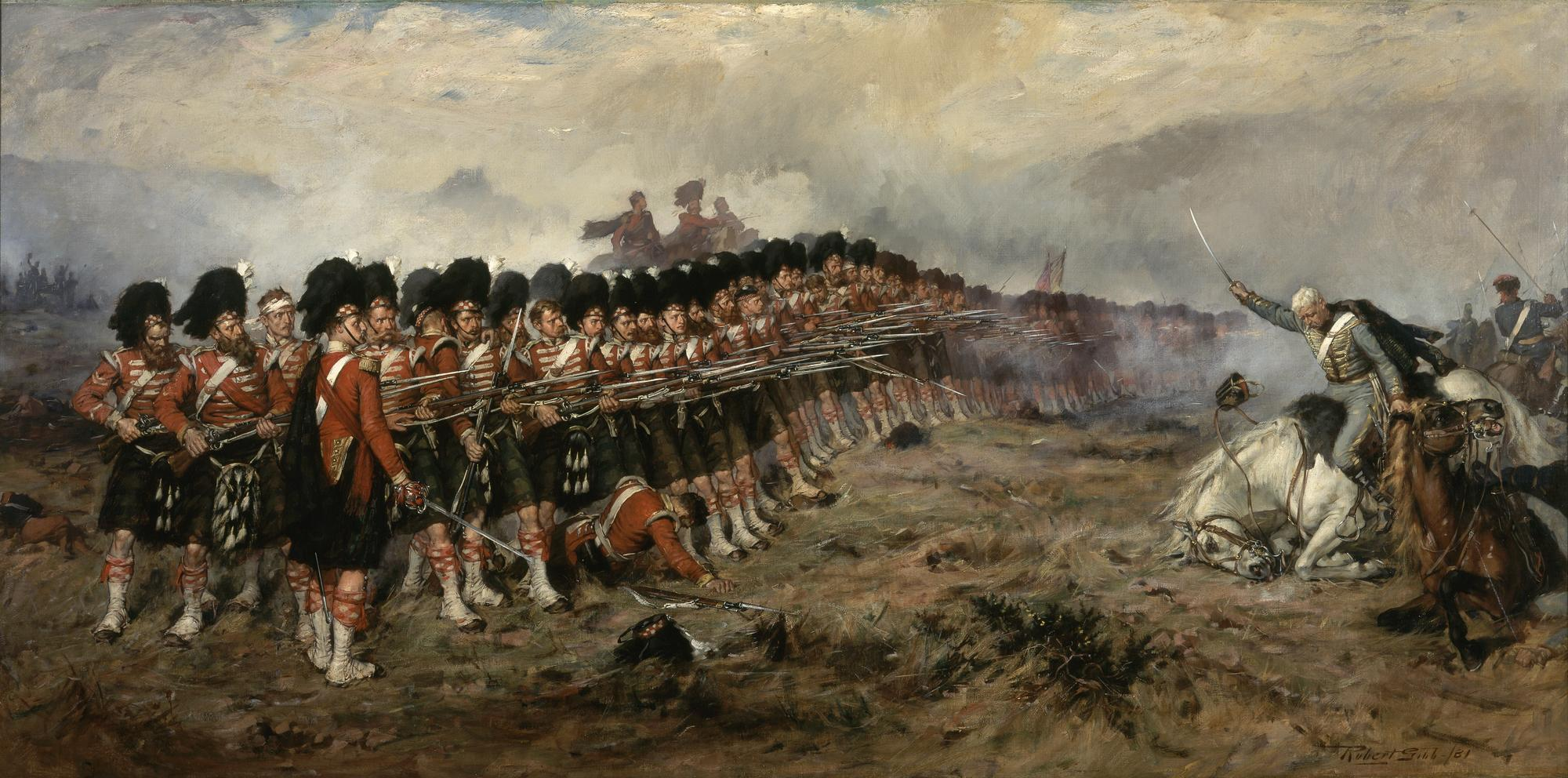
The Thin Red Line, von Robert Gibb, 1881

Um fünf Uhr morgens setzte sich Liprandi mit zwei Dritteln seiner Truppen in Marsch. Er besetzte zunächst die Fedioukine Höhen, gegenüber den alliierten Stellungen auf den Causeway Heights, und griff dann die östlichen drei Befestigungen an. Nach anfänglichem Widerstand gaben die osmanischen Soldaten die Stellungen auf und zogen sich in die westlichen Befestigungen zurück. Gegen 7 Uhr morgens schien der Weg zum Hafen Balaklawa frei zu sein. Allerdings zögerten die Russen, so dass Lord Raglan Zeit hatte, seine Truppen heranzuführen. Die 93rd (Sutherland) Highlanders, unter Sir Colin Campbell, formierten sich in zwei Linien (The Thin Red Line) und rückten auf die Höhen in Richtung der Redouten vor. Insgesamt 700 Briten und 1.000 Türken hielten dem Angriff von 2.300 Russen stand.

### Die Attacke der Schweren Brigade
Raglan befahl Brigadier James Yorke Scarlett, den Russen mit seiner schweren Kavalleriebrigade in die Flanke zu fallen. Diese griff die Russen an und zerstreute in einem erfolgreichen Angriff die dreimal so starken russischen Husaren. Gegen 10:30 Uhr trafen die 1. Division des Duke of Cambridge, die 4. Division Cathcarts, Bosquets französische Division und die Brigade der Chasseurs d’Afrique ein.
Lord Raglan konnte von einem westlich gelegenen Plateau aus das Schlachtfeld im Tal und auf den Hügeln gut überblicken. Als er sah, wie die Schwere Brigade die russische Kavallerie angriff, schickte er die 4. Division, um die Russen in der Flanke anzugreifen. Dies führte zum beinahe fluchtartigen Rückzug der Russen. Raglan schrieb Scarlett daraufhin die einfache Nachricht Well done, Scarlett. Um den Erfolg auszunutzen und die von den Russen erbeuteten Kanonen zurückzugewinnen, beschloss er nun, die leichte Kavallerie einzusetzen.

### Die Attacke der Leichten Brigade

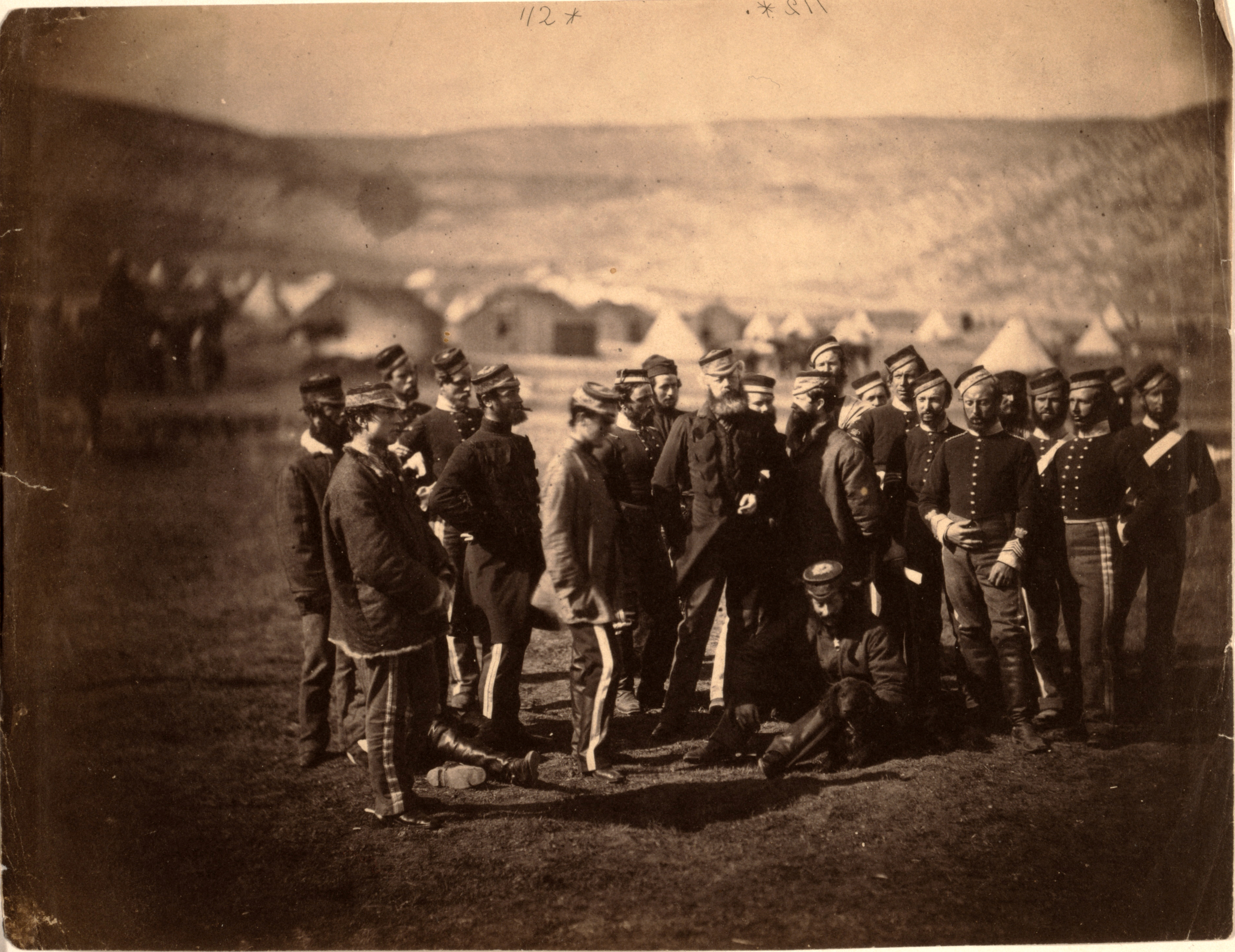
Überlebende der Leichten Brigade nach der Attacke

Die Attacke der Leichten Brigade (engl. Charge of the Light Brigade) gilt als die Besonderheit dieser Schlacht, die auch zu ihrer relativen Berühmtheit führte. Aufgrund von Missverständnissen bei der Befehlsübermittlung griff die leichte Brigade unter Lord Cardigan die gut befestigten Stellungen am Ende des nördlichen Tals an. Auf den Causeway Heights, die das Tal nach Süden schlossen, befanden sich außerdem die am Morgen durch die Russen eroberten Geschützstellungen, während die Fedioukine Höhen auf der Nordseite des Tals ja ohne Widerstand von den Russen besetzt worden waren.
Die Attacke begann mit 673 Mann der 13th Light Dragoons, 17th Lancers und 11th Hussars. Das Bild der unter Beschuss von vorne und von beiden Seiten galoppierenden Truppen kommentierte der französische General Bosquet mit den heute berühmten Worten: « C’est magnifique, mais ce n’est pas la guerre, c'est de la folie. » (deutsch: „Das ist großartig, aber Krieg ist das nicht, es ist Wahnsinn.“) 200 Mann der Angreifer erreichten tatsächlich die Kanonenstellungen und begannen zum Erstaunen der Russen, diese zu attackieren. Schließlich mussten sie aber vor einem Gegenangriff der russischen Schweren Kavallerie den Rückzug antreten. Insgesamt wurden bei der Attacke 156 Mann der Leichten Brigade getötet und 122 verwundet.

### Der zweite Tag
Am 26. Oktober erfolgte ein Ausfall von 8.000 Mann aus der belagerten Stadt. Nach anfänglichen Erfolgen wurden sie aber von der britischen 2. Division zurückgeworfen. Während dieser Kämpfe fanden bei Balaklawa aber keine Gefechte mehr statt.

## Ergebnis und Folgen

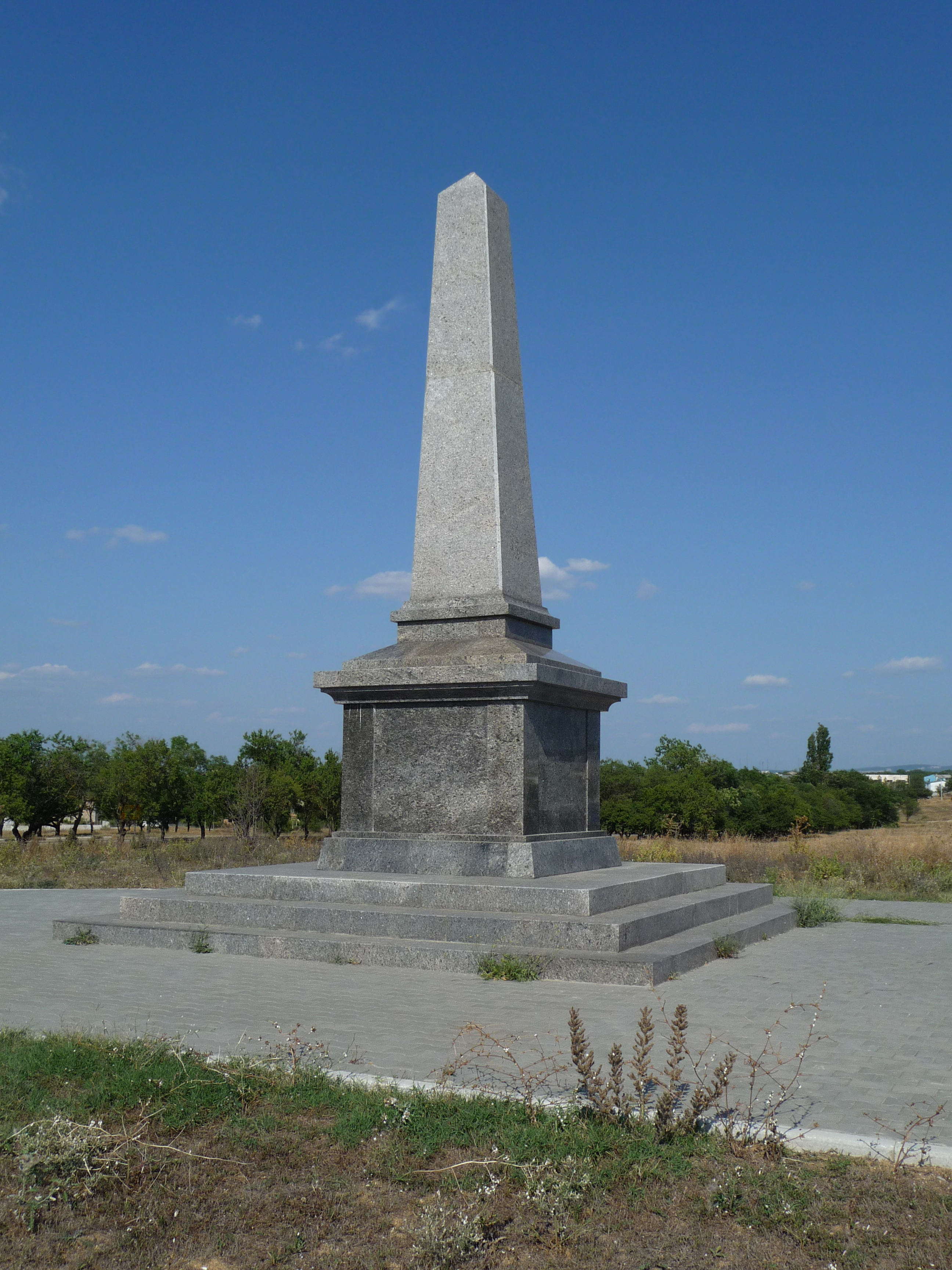
Denkmal zur Schlacht von Balaklawa in der Nähe von Sewastopol.

Der Ausgang der Schlacht kann als unentschieden gewertet werden, auch wenn die Russen durch die Eroberung der drei Befestigungen im Vorteil waren. Die Schlacht hatte jedoch für den weiteren Kriegsverlauf keine weitere Bedeutung. Nach sechs Wochen wurden die eroberten Stellungen bei Balaklawa von den Russen wieder geräumt.
Durch die Schlachtdichtungen von Alfred Tennyson und anderen ist diese Schlacht und insbesondere die Attacke der Leichten Brigade mystifiziert worden. Lange galt, dass bei der Attacke die Leichte Brigade vollständig aufgerieben beziehungsweise auf ein Drittel reduziert worden sei. Durch den hohen Verlust an Pferden waren tatsächlich nur noch 195 Reiter einsatzbereit. Die erlittenen Verluste waren schwer, aber nicht ungewöhnlich für einen Reiterangriff. Doch wird die fehlgeschlagene Attacke oft als Zeichen für den beginnenden Niedergang der Kavallerie als effektiver Waffengattung gesehen. Bis zur Entwicklung motorisierter Einheiten blieb aber die Schnelligkeit der Kavallerie für Aufklärung und Umfassung von hoher militärischer Bedeutung.
Zum Einsatz der britischen Infanterie urteilte Friedrich Engels:

„Eine englische Schlachtlinie tut, was kaum von einer anderen Infanterie je geleistet worden ist: Kavallerie in Linie empfangen, ihre Musketen bis zum letzten Augenblick geladen halten und erst einen Kugelregen abfeuern, wenn sich der Feind auf 30 Yards genähert hat, und fast immer mit dem größten Erfolg. Die britische Infanterie feuert mit einer solchen Kaltblütigkeit selbst im kritischsten Augenblick so, daß ihr Feuer in seiner Wirkung das aller andern Truppen übertrifft. So trieben die Hochländer, in Linie formiert, die russische Kavallerie bei Balaklawa zurück.“

## Eingang in den Sprachgebrauch
Einige Begriffe aus der Schlacht von Balaklawa hielten Einzug in den englischen Wortschatz:
- Charge of the Light Brigade wird noch heute verwendet, um ironisch eine Unternehmung zu kennzeichnen, die mit großem Mut und hoher Disziplin, jedoch mit mangelhafter Vorbereitung und untauglichen Mitteln durchgeführt wird. Ein Scheitern wird nicht nur als wahrscheinlich, sondern als sicher gesehen.

- Der Widerstand der Highlander steht als The Thin Red Line für das Standhalten gegen eine Übermacht.

- Skimasken bzw. Sturmhauben werden im Englischen auch balaclavas oder balaclava helmets genannt, da aufgrund der großen Kälte diese Kleidungsstücke im Krimkrieg und somit auch in Balaklawa zum Einsatz kamen.

## Filmhistorisches
Die Attacke der Leichten Brigade lieferte mindestens zweimal die Vorlage für Spielfilme: 1936 für den amerikanischen Film Der Verrat des Surat Khan (Originaltitel: The Charge of the Light Brigade) von Michael Curtiz sowie 1968 für den britischen Film Der Angriff der leichten Brigade (Originaltitel ebenfalls The Charge of the Light Brigade) von Tony Richardson.